# ميل سوتون
ميل سوتون (بالإنجليزية: Mel Sutton)‏ (13 فبراير 1946 ببرمنغهام في المملكة المتحدة - ) هو مدرب كرة قدم ولاعب كرة قدم بريطاني في مركز الوسط. لعب مع كارديف سيتي ونادي ريكسهام ونادي كرو ألكساندرا.